# Тайра-но Тадамори
Тайра но Тадамори (яп. 平 忠盛 — р. 1096 — ум. 10 февраля 1153) — японский самурай клана Тайра, отец Тайра-но Киёмори, член Кебийси (Императорской полиции). Тадамори также был губернатором провинций Харима, Исэ, Бидзэн и Тадзима.

## Биографические сведения
Тайра но Тадамори укрепил влияние клана Тайра на императорский двор и был первым самураем, который служил Императору непосредственно при дворе.
С 1129 года Тадамори вёл кампании против пиратов на побережье Санъёдо и Нанкайдо (два края Гокиситидо). Он также представлял свой собственный клан в борьбе с монахами-воинами из Нары и горы Хиэй.
Тадамори также приписывают строительство Ренгео-ин, значительного и известного теперь храма в Киото, в котором есть самая длинная деревянная постройка в мире — Сандзюсангэн-до. За воплощение этого проекта Тадамори получил должность губернатора провинции Тадзима.
В его честь назван астероид 4374 Тадамори.